# دايسوكي ماتسوناغا
دايسوكي ماتسوناغا (باليابانية: 松永大介؛ بالكانا: まつなが だいすけ) هو منافس ألعاب قوى ياباني، ولد في 24 مارس 1995.

## وصلات خارجية
- دايسوكي ماتسوناغا على موقع الاتحاد الدولي لألعاب القوى (الإنجليزية)
- دايسوكي ماتسوناغا على موقع الرابطة اليابانية لاتحادات ألعاب القوى (اليابانية)
- دايسوكي ماتسوناغا على موقع اللجنة الأولمبية الدولية (الإنجليزية)
- دايسوكي ماتسوناغا على موقع أوليمبيديا (الإنجليزية)